# Mazzarrone
Mazzarrone ist eine Stadt der Metropolitanstadt Catania in der Region Sizilien in Italien mit 3982 Einwohnern (Stand 31. Dezember 2023).

## Lage und Daten
Mazzarrone liegt 88 Kilometer südwestlich von Catania. Die Einwohner arbeiten hauptsächlich in der Industrie und in der Landwirtschaft. 
Die Nachbargemeinden sind Acate (RG), Caltagirone, Chiaramonte Gulfi (RG) und Licodia Eubea.

## Geschichte
Der Ort entstand 1976 aus Ortsteilen von Caltagirone und Licodia Eubea.